# 403-as hiba
A 403-as vagy Hozzáférés megtagadva/tiltott hibaüzenet (angolul: 403 Forbidden) egy HTTP válaszkód, ami azt jelzi, hogy a kliens kapcsolatba tudott lépni a szerverrel, de az általa kért tartalom megtekintése olyan engedélyhez kötött, amely nem teljesül, ezért megtagadja annak megjelenítését.
Nem összekeverendő a 401-es állapotkóddal, ami bejelentkezéshez kötött oldalaknál jelenik meg, amennyiben a kliens nincs bejelentkezve.

## Lehetséges okai
- Gyakran jelentkezik az adott szolgáltatás átalakítása vagy karbantartása során, amikor a rendszergazda tudatosan (lásd következő pont) vagy akaratlanul tiltja le az elérést. Ugyanakkor alkalmazás hiba esetén valószínűbb az 503-as hibaüzenet.
- Másik lehetséges ok lehet, hogy a kiszolgáló rendszergazdája szándékosan tiltja meg például adott IP-címről vagy azok csoportjáról csatlakozó kliensek számára a tartalom elérését. Ennek egyik lehetséges megoldása a legtöbb webszerver által értelmezett .htaccess konfigurációs fájlban egy erre vonatkozó direktíva definiálása.[2]
- Bizonyos alkalmazás tűzfalak a kiszolgálónak lehetőséget adnak gyanús, esetleg kártékony szoftvereket detektálni a kliens viselkedése alapján és ennek alapján blokkolni a hozzáférést adott szolgáltatásokhoz. Ilyen védelmi rendszert alkalmaz többek között a Google vállalat is a szolgáltatásainál.[3]